# Massive Killing Capacity
Massive Killing Capacity (с англ. — «Огромная поражающая способность») — третий студийный альбом шведской дэт-метал-группы Dismember, выпущенный 4 августа 1995 года на лейбле Nuclear Blast. На композицию из этого альбома — «Casket Garden», был снят клип. Диск был переиздан Regain Records в 2006 году. В 2020 году журнал Revolver назвал Massive Killing Capacity одним из лучших метал-альбомов 1995 года.

## Список композиций
| №                   | Название                         | Текст песни            | Музыка                      | Длительность |
| ------------------- | -------------------------------- | ---------------------- | --------------------------- | ------------ |
| 1.                  | «I Saw Them Die»                 | Матти Кярки            | Фред Эстбю, Кярки           | 2:48         |
| 2.                  | «Massive Killing Capacity»       | Кярки                  | Эстбю, Кярки, Ричард Кабеса | 2:53         |
| 3.                  | «On Frozen Fields»               | Кярки                  | Давид Блумквист, Кабеса     | 2:35         |
| 4.                  | «Crime Divine»                   | Эстбю                  | Эстбю, Кабеса               | 2:58         |
| 5.                  | «To the Bone»                    | Кярки, Кабеса          | Эстбю, Кабеса               | 3:12         |
| 6.                  | «Wardead»                        | Эстбю                  | Эстбю                       | 2:26         |
| 7.                  | «Hallucigenia»                   | Кабеса                 | Кабеса                      | 4:06         |
| 8.                  | «Collection by Blood»            | Кярки, Роберт Сеннебек | Кярки, Сеннебек             | 3:40         |
| 9.                  | «Casket Garden»                  | Эстбю                  | Эстбю, Кабеса, Сеннебек     | 3:35         |
| 10.                 | «Nenia» (инструментальная)       |                        | Блумквист, Сеннебек         | 4:38         |
| 11.                 | «Life - Another Shape of Sorrow» | Блумквист              | Блумквист                   | 4:52         |
| Общая длительность: | Общая длительность:              | Общая длительность:    | Общая длительность:         | 37:52        |

| №                   | Название                                                 | Длительность |
| ------------------- | -------------------------------------------------------- | ------------ |
| 12.                 | «Justifiable Homicide»                                   | 3:17         |
| 13.                 | «Collection of Blood» (инструментальное демо)            | 3:42         |
| 14.                 | «Life - Another Shape of Sorrow» (инструментальное демо) | 4:57         |
| 15.                 | «On Frozen Fields/Shadowslands» (инструментальное демо)  | 4:33         |
| Общая длительность: | Общая длительность:                                      | 54:25        |

## Участники записи
Dismember
- Матти Кярки — вокал
- Роберт Сеннебек — ритм-гитара
- Давид Блумквист — соло-гитара
- Ричард Кабеса — бас-гитара
- Фред Эстбю — ударные

Приглашённые музыканты
- Лиза Юнегрен — орган в песне «Life — Another Shape of Sorrow»

Произведственный персонал
- Томас Скогсберг — продюсирование, запись
- Маркус Стайгер — продюсирование
- Питер Ин де Бету — мастеринг
- Necrolord — обложка